# Ceriselma
Ceriselma es un género de coleóptero de la familia Meloidae.

## Especies
Las especies de este género son:
- Ceriselma antennalis (Borchmann, 1942)
- Ceriselma methneri (Borchmann, 1942)